# George Jones (senator)
George Jones (ur. 25 lutego 1766 w Savannah, Georgia, zm. 13 listopada 1838 w Savannah, Georgia) – amerykański polityk, senator.

## Życiorys
Uczestnik wojny o niepodległość Stanów Zjednoczonych. W 1780 roku został pojmany przez Brytyjczyków i jako jeniec wojenny przetrzymywany na statku do 1781 roku. Po wojnie został członkiem stanowej Izby Reprezentantów oraz Senatu Stanowego. W czasie wojny roku 1812 służył w randze kapitana rezerwy w Savannah.
Radny Savannah w latach 1793–1794, 1802–1803 i 1814–1815, a w latach 1812–1814 pełnił funkcję burmistrza tego miasta. W fotelu Senatora Stanów Zjednoczonych zastąpił zmarłego Abrahama Baldwina. Pełnił urząd do momentu wyboru jego następcy, którym został William H. Crawford.
Syn Noble Wimberly Jonesa, lekarza i delegata do Kongresu Kontynentalnego. Jego ciało jest pochowane na Bonaventure Cemetery w Savannah.